# Лаурі Ала-Мюллюмякі
Лаурі Еліас Ала-Мюллюмякі (фін. Lauri Elias Ala-Myllymäki, нар. 4 червня 1997, Пірккала, Фінляндія) — фінський футболіст, атакувальний півзахисник італійського клубу «Венеція».

## Клубна кар'єра
Лаурі Ала-Мюллюмякі є вихованцем клубу з  Тампере «Ільвес». З 2002 року він займався у футбольній академії клубу. Дебют футболіста у першій команді відбувся 15 червня 2013 року. У 2015 році Ала-Мюллюмякі допоміг своєму клубу вийти у Вищий дивізіон чемпіонату Фінляндії. А у 2019 році став переможцем національного кубку.
У січні 2021 року фінський футболіст підписав контракт на 3,5 роки з італійським клубом «Венеція».

## Збірна
В період з 2017 по 2018 року Лаурі Ала-Мюллюмякі виступав у складі молодіжної збірної Фінляндії.

## Досягнення
Ільвес
 Переможець Кубка Фінляндії: 2019, 2023
Індивідуальні
- Вейккаусліга: гравець місяця червень 2019[5]